# .va
.va為梵蒂冈國家及地區頂級域（ccTLD）的域名。它是由罗马教廷互联网办公室管理的。該域名於1995年9月11日啟用。該域名一般人無法申請註冊。

## 外部連結
- IANA .va whois information（页面存档备份，存于）